# Kate Doyle
Kate Doyle es una archivera e investigadora estadounidense. Su trabajo se basa en el National Security Archive (Archivo de la Seguridad Nacional), con el fin de desclasificar, sistematizar y analizar información de la política exterior de su país y sus acciones en otros países a través de la transparencia y el acceso a la información. Algunos de esos documentos, muchas veces eliminados deliberadamente en sus propios países de origen, han servido como pruebas en juicios de alta relevancia contra ex gobernantes responsables de crímenes de lesa humanidad, genocidios y guerra sucia. Entre los proyectos que ha dirigido están el Proyecto de Documentación de Guatemala (Guatemala Documentation Project, original en inglés), un esfuerzo de documentación gubernamental de Guatemala y Estados Unidos desde 1954 y el Proyecto Evidencia (Evidence Project), un trabajo de relación entre el derecho a saber, los derechos humanos y juicios relevantes en América Latina.

## Biografía
Doyle estudió en la Universidad Brown y tiene una maestría Relaciones Internacionales en la Universidad de Columbia. Debido a que en los Estados Unidos los archivos pueden ser más accesibles que en América Latina, así como la política de intervención y apoyo militar de ese país hacia gobiernos de América Latina, Doyle inició una labor conjunta con activistas y organizaciones de derechos humanos, fiscalías, comisiones de la verdad y juzgados con el fin de acreditar pruebas fehacientes de la violencia de estado, el terrorismo de Estado y la represión política hecha en países como El Salvador, Guatemala, México y Perú.
El testimonio experto de Doyle ha sido parte de juicios de alta relevancia como los llevados contra Efraín Ríos Montt en Guatemala y Alberto Fujimori en Perú.

### Proyectos
Desde el Archivo de la Seguridad Nacional, Doyle ha sido directora de los siguientes proyectos
- Proyecto México (The Mexico Project), realizado entre 1994 y 2010, el cual pudo aportar evidencias e información sobre la planeación y operación de violencia de estado, crímenes de lesa humanidad y genocidio, desaparición forzada, entre otros delitos, por parte del Gobierno de México hacia su disidencia como el Movimiento de 1968 en México, la Matanza del Jueves de Corpus y la Guerra Sucia en México.[7] Su labor documental colaboró con la Fiscalía Especial para Movimientos Sociales y Políticos del Pasado para llevar a juicio al expresidente Luis Echeverría Álvarez y a otros expolíticos y exfuncionarios de México.[8] En el caso del movimiento de 1968 en México, los documentos obtenidos por Doyle en los Estados Unidos esclarecieron el grado de intervención del gobierno de ese país en el de México para influir las decisiones de Gustavo Díaz Ordaz.[9]

Doyle es colaboradora de publicaciones como Harper's Magazine, The New York Times, The Boston Globe, World Policy Journal, Current History, Columbia Journalism Review y The Nation, entre otros.

## Premios y reconocimientos
- 2012, Premio ALBA/Puffin al activismo en pro de los derechos humanos